# Nemastomella manicata
Espèce
Synonymes
- Nemastoma manicatum Simon, 1913

Nemastomella manicata est une espèce d'opilions dyspnois de la famille des Nemastomatidae.

## Distribution
Cette espèce est endémique de Catalogne en Espagne. Elle se rencontre à Tremp dans une cavité.

## Description
La femelle holotype mesure 2,5 mm.

## Systématique et taxinomie
Cette espèce a été décrite sous le protonyme Nemastoma manicatum par Simon en 1913. EElle est placée dans le genre Nemastomella par Staręga en 1987.

## Publication originale
- Simon, 1913 : « Araneae et Opiliones (quatrième série). Biospeologica, XXX ». Archives de Zoologie expérimentale et générale, vol. 52, no 2, p. 359-386 (texte intégral).